# Partido de Itata
Partido de Itata, a veces llamado Partido de Quirihue, es una división territorial del Imperio español dentro de la Capitanía General de Chile. Corresponde a la antigua Provincia o Corregimiento de Itata, que desde 1786  forma parte de la Intendencia de Concepción.
Su asiento estaba en la Villa de San Antonio Abad de Quirihue, ubicado a orillas del río Itata. Era regida por el Subdelegado de Itata. Posteriormente, se segrega el territorio al sur del río Itata, conformando el Partido de Coelemu. 
En 1823, cambia su denominación a Delegación de Itata.